# Níkosz Kazandzákisz
Níkosz Kazandzákisz (görögül Νίκος Καζαντζάκης, ismert átírásváltozattal Nikosz Kazantzakisz, Iráklio, 1883. február 18. – Freiburg, 1957. október 26.) krétai görög regényíró, költő, drámaíró és gondolkodó. 1964-ben vált széles körben ismertté, amikor Mihálisz Kakojánisz megfilmesítette Zorbász, a görög című regényét. A legtöbbet fordított görög írók egyike. Nemcsak irodalmi görög, de hazai krétai görög nyelven is írt.

## Élete
Kazandzákisz Iráklióban született, 1883-ban. Ez a krétai kisváros abban az időben török uralom alatt volt. A görög lakosság több felkelést robbantott ki, hogy elnyerje függetlenségét és Görögországhoz csatlakozzon.
1902-ben Kazandzákisz Athénba költözött, ahol jogot, majd 1907-től Párizsban filozófiát tanult. Gondolkozását Henri Bergson eszméi befolyásolták.
Visszatérve Görögországba filozófiai műveket kezdett fordítani. 1914-ben megismerkedett Ángelosz Szikelianósszal. Két évig együtt utaztak olyan helyekre, ahol a görög keresztény kultúra virágzott.

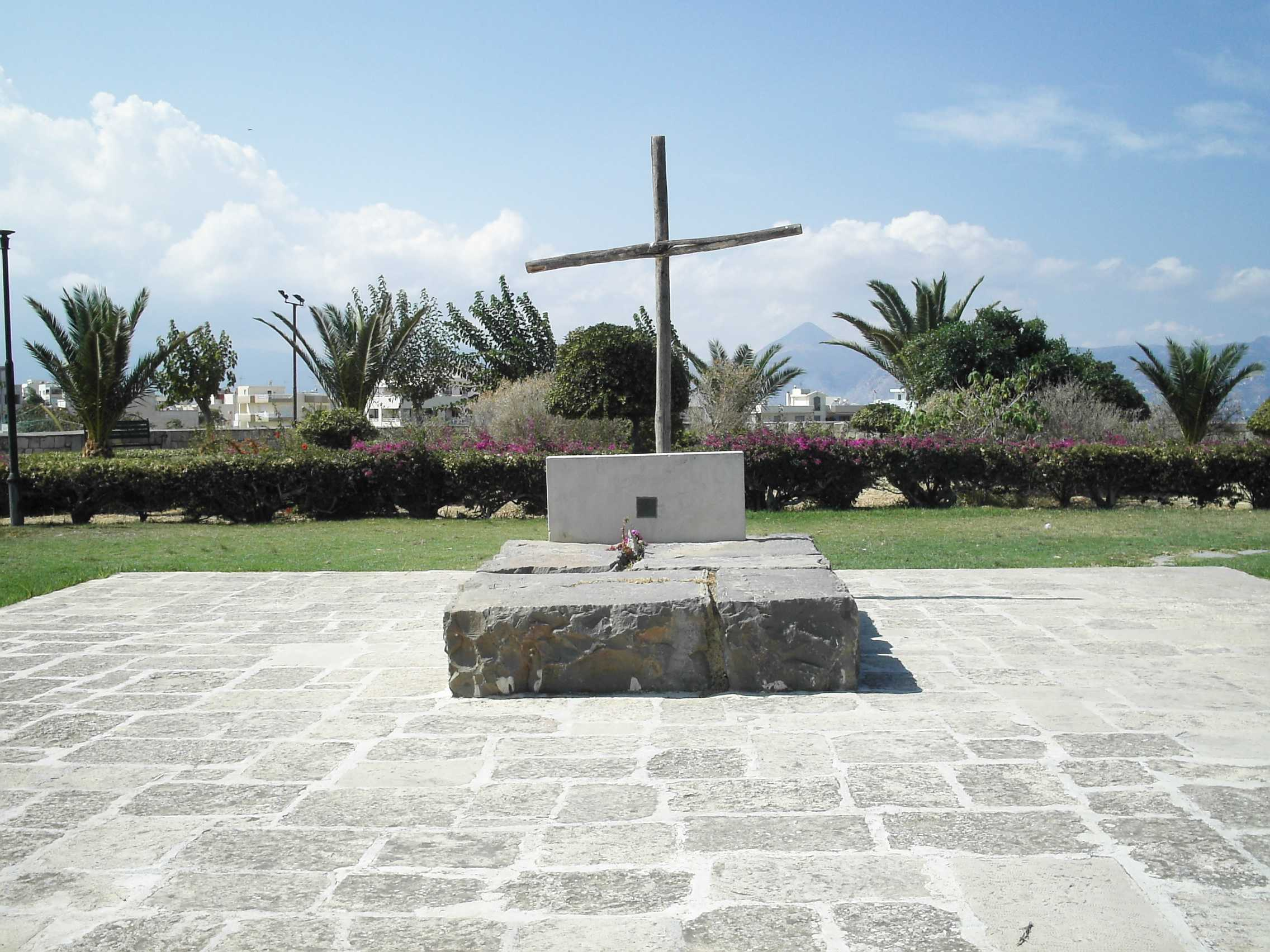
Kazantzakisz sírja Iráklióban

1957-ben bekövetkezett haláláig a következő helyeken lakott: Párizs és Berlin (1922 – 1924), Olaszország, Oroszország (1925), Spanyolország (1932), majd Ciprus, Éjina, Egyiptom, Csehszlovákia, Nizza, Kína, és Japán.
A berlini tartózkodása alatt Kazandzákisz megismerkedett a kommunista eszmékkel, csodálta Lenint, de soha nem vált igazi kommunistává.
1957-ben irodalmi Nobel-díjra jelölték, de egy szavazattal elmaradt Albert Camus mögött. Camus azt állította, hogy Kazantzakisz a kitüntetést százszor jobban megérdemelte.

## Regényei
- Mihálisz kapitány. Regény; angolból ford., utószó, jegyz. Abody Béla; Európa, Bp., 1958, 3*
- Akinek meg kell halnia; ford. Rubin Péter; Szlovák Szépirodalmi, Bratislava, 1961; Európa, Bp., 1964
- Zorbász, a görög; ford. Szabó Kálmán, Papp Árpád, utószó Dimitriosz Hadzisz; Európa, Bp., 1967, 1*
- Jelentés Grecónak; ford. Szőllősy Klára; Gondolat, Bp., 1970, 6*
- Isten szegénykéje Assisi Szent Ferenc; ford. Lukácsi Huba; Szt. István Társulat, Bp., 1984, 5*
- Aszkézis. Salvatores Dei – Isten megváltói; ford. Papp Árpád; Kaposvári Építők SC, Kaposvár, 1992 (Más kor könyvek) (?)
- Krisztus utolsó megkísértése; ford. Sipos Péter; Dee-Sign, Bp., 1998, 4*
- Testvérgyilkosok; ford. Sárközi Richárd; Konkrét Könyvek, Bp., 2002, 7*
- Kurosz, az ifjú. Tragédia; ford. Papp Árpád; Magyar Miniatűr és Bibliofil Könyvészek Társasága, Békéscsaba, 2017 (?)

## Színpadi művei
- Kolumbusz Kristóf
- Szodoma és Gomorrha
- Buddha